# Харадинай, Рамуш
Раму́ш Харади́най (алб. Ramush Haradinaj; род. 3 июля 1968) — косовский политический, государственный и военный деятель, премьер-министр частично признанной Республики Косово (2004—2005, 2017—2020).
В 2017 году во второй раз возглавил правительство Косова и стал его премьер-министром. В качестве одного из важнейших командиров Армии освобождения Косова обвинялся в совершении военных преступлений во время Косовской войны. 3 апреля 2008 года был полностью оправдан Гаагским трибуналом, однако 21 июля 2010 года оправдательный приговор был отменён. 29 ноября 2012 года Гаагский трибунал вновь оправдал Харадиная.

## Биография
Родился в косовском селе Глоджяне в окрестностях города Дечани, в Метохии. Он провёл свою юность в родном селе с родителями, братьями и сёстрами, и окончил начальную школу во Рзниче и среднюю школы в Дечанах и Джаковице. После окончания средней школы в 1987 году, он был призван на обязательную военную службу в Югославскую народную армию, где его позже повысили до командира взвода. После войны в Косове Харадинай посещал Юридическую школу в Университете Приштины. Харадинай также получил степень магистра в области бизнеса от Американского университета в Косове, который ассоциирован с Рочестерским технологическим институтом в штате Нью-Йорк.
В 1989 году эмигрировал в Швейцарию, пытался вступить во французский иностранный легион(в некоторых СМИ есть информация, что Харадинай всё же вступил в легион), работал охранником в ночных клубах. В Приштину он вернулся в 1990 году, чтобы принять участие в албанских демонстрациях, из-за чего был арестован и начал отбывать срок в сербской тюрьме. Далее Харадинай бежал из тюрьмы и снова вернулся в Швейцарию, где вступил в Народное движение Косова, в рамках которого в дальнейшем была сформирована АОК.
В 1996 году прошёл боевую подготовку в военном лагере на территории Албании. Харадинай участвовал в создании базовых лагерей повстанцев в районе албанских городов Тропоя и Кукес.
В конце 1990-х годов был начальником штаба Армии освобождения Косова (АОК).

## Премьер-министр Косова

Харадинай в 2005 году.

Деятельность Харадиная на посту премьер-министра получила высокую оценку западных лидеров. 9 сентября 2017 года Парламент Косова избрал вновь Харадиная премьер-министром.

## Обвинения в военных преступлениях

### Суд и оправдание по 37 обвинениям
8 марта 2005 года Международный трибунал по военным преступлениям в бывшей Югославии (МТБЮ) предъявил Харадинаю обвинения, согласно которым Рамуш Харадинай в 1998 году руководил операциями по насильственному выселению сербов и цыган, а также в расправах над цыганами и этническими албанцами, которых подозревали в сотрудничестве с сербскими войсками.
На следующий день Рамуш Харадинай добровольно сдался международному правосудию, подав в отставку с поста главы правительства Косова. Через три месяца он был отпущен из-под стражи до начала суда в родное село Глоджяне, где во время конфликта находился штаб ОАК. 26 февраля Харадинай вернулся в Гаагу и предстал перед судом.
Международный трибунал по бывшей Югославии (МТБЮ) вынес 03.04.2008 оправдательный приговор Рамушу Харадинаю: не виновен по всем 37 пунктам обвинений. Представители Демократической партии Сербии, комментируя приговор, назвали МТБЮ «антисербским судом».

### Отмена оправдательного приговора и повторное оправдание
2 мая 2008 года главный прокурор Международного трибунала по бывшей Югославии Серж Браммерц обжаловал оправдательный приговор, вынесенный по делу Харадиная. 21 июля 2010 года приговор был отменён. Председательствующий судья Патрик Робинсон мотивировал отмену приговора тем, что он мог быть несправедливым, так как, возможно, имело место запугивание свидетелей.
29 ноября 2012 года МТБЮ принял решение об оправдании Харадиная и двух его соратников — бывших полевых командиров Идриза Балая и Лахи Брахимая. Судебная палата решила, что инкриминируемые им преступления имели место, но обвиняемые не несут за них ответственности.

### Попытка экстрадиции из Франции
5 января 2017 года Рамуш Харадинай был арестован во Франции согласно ордеру, выданному Сербией по обвинению в военных преступлениях. Через неделю он был отпущен под подписку о невыезде, а 27 апреля 2017 года французский суд отказал Сербии в экстрадиции Харадиная.

## Скандалы
В 2000 году Рамуш Харадинай устроил драку с российскими солдатами на контрольно-пропускном пункте СДК и был ранен. При задержании Харадинай стал оскорблять российских солдат, крича, что в одиночном бою одолел бы любого и что они нападают только толпой; после этого один из солдат сводного батальона ВДВ ввязался в поединок и разбил Харадинаю голову. Арестованного Харадиная передали миссии УНМИК, которая вскоре освободила албанца. Согласно докладу немецкой газеты Der Tagesspiegel, солдаты обнаружили швейцарскую штурмовую винтовку в багажнике Харадиная.

## Семья и личная жизнь
Ранее он был женат на финке, от которой имеет сына Шкельзена. Рамуш Харадинай в настоящее время женат на репортёре RTK Аните Харадинай, у них есть трое маленьких детей, двое мальчиков и одна девочка.
У Харадиная было пятеро братьев. Двое из них, Луан и Шкельзен, были убиты как члены АВК во время боёв с сербскими силами безопасности. В декабре 2002 года брат Харадиная — Даут приговорён судом ООН в Косове за участие в похищении и убийстве четырёх косовских албанцев, принадлежавших к FARK, вооруженному формированию косовских албанцев и конкурентов АВК, до пяти лет тюрьмы. Энвер Харадинай, другой брат Рамуша, был убит в апреле 2005 года выстрелами из проезжающего автомобиля в Косове. Согласно данным сил безопасности ООН, это было противостоянием между конкурирующими косовско-албанскими кланами. Младший брат Фрашери был ещё студентом по состоянию на 2007 год и работал на службе теперь уже бывших Временных Институций Самоуправления.
Его отец, мать и другие члены семьи до сих пор живут в семейном доме в Глоджяне.
Харадинай не считает себя мусульманином, он заявил, что «из поколения в поколение члены моей семьи были католиками. Я не знаю, почему я мусульманин. Я никогда не был в мечети, не просил о чём-то ещё».
Он свободно владеет сербским языком, использует его в интервью и выступлениях перед общиной косовских сербов, чтобы, как он говорит, «показать уважение».